# شبكة سي بي سي
شبكة سي بي سي التلفزيونية هي شبكة تلفزيون كندية تملكها هيئة الإذاعة الكندية والإذاعة الوطنية العامة.مقرها في تورنتو. سي بي سي تعتبر من اقوى محطات التلفزة المحلية في كندا وهي تبث بث ارضي بجميع حدود كندا. شبكة سي بي سي تعتمد على تمويل برامجها من عائدات الإعلانات التي تبث على الشبكة

شعار الشبكة

شعار قديم للشبكة